# Kuken Kogyo
Kuken (Kuken Kogyo Co.,Ltd) är ett japanskt företag som bland annat tillverkar kylanläggningar. Företaget grundades i Fukuoka juni 1956 och företaget har fortfarande sitt huvudkontor där.